# Нове Ґалкі
Нове Ґалкі (пол. Nowe Gałki) — село в Польщі, у гміні Мала Весь Плоцького повіту Мазовецького воєводства.
Населення — 209 осіб (2011).
У 1975-1998 роках село належало до Плоцького воєводства.

## Демографія
Демографічна структура станом на 31 березня 2011 року:
|          | Загалом | Допрацездатний вік | Працездатний вік | Постпрацездатний вік |
| -------- | ------- | ------------------ | ---------------- | -------------------- |
| Чоловіки | 101     | 27                 | 65               | 9                    |
| Жінки    | 108     | 27                 | 56               | 25                   |
| Разом    | 209     | 54                 | 121              | 34                   |